# DirectShow
DirectShow (soms afgekort als DS of DShow), codenaam Quartz, is een multimediaraamwerk en API ontwikkeld door Microsoft voor softwareontwikkelaars om verschillende taken uit te voeren met mediabestanden of mediastreams. Het is de vervanging van de eerdere technologie Video for Windows en tevens onderdeel van DirectX.

## Digital Rights Management (DRM)
DirectShow werd bekritiseerd vanwege de ondersteuning voor Digital Rights Management (DRM). Er is echter minimale ondersteuning voor DRM in de DirectShow-API. In Windows Media Player SDK is er veel meer ondersteuning voor het gebruik van DRM.

## Trivia
- DirectShow heeft geen gebruikersinterface voor de eindgebruiker.
- DirectShow biedt de gebruiker geen controle over de gecodeerde inhoud (vanwege het ontbreken van een GUI).